# 302

## Hlavy států
- Papež – Marcellinus (296–304)
- Římská říše – Diocletianus (284–305) + Galerius (spoluvladař 293–305) + Maximianus (286–305, 307–308, 310) + Constantius Chlorus (spoluvladař 293–305)
- Perská říše – Narsé (293–302) » Hormizd II. (302–309)
- Kušánská říše – Mahi (300–305)